# Аннополь (Ґостинінський повіт)
Аннополь (пол. Annopol) — село в Польщі, у гміні Щавін-Косьцельни Ґостинінського повіту Мазовецького воєводства.
Населення — 114 осіб (2011).
У 1975-1998 роках село належало до Плоцького воєводства.

## Демографія
Демографічна структура станом на 31 березня 2011 року:
|          | Загалом | Допрацездатний вік | Працездатний вік | Постпрацездатний вік |
| -------- | ------- | ------------------ | ---------------- | -------------------- |
| Чоловіки | 61      | 17                 | 34               | 10                   |
| Жінки    | 53      | 10                 | 25               | 18                   |
| Разом    | 114     | 27                 | 59               | 28                   |